# تام برنگر
تام برنگر (به انگلیسی: Tom Berenger) (زاده ۳۱ مه ۱۹۴۹) بازیگر آمریکایی است.
از فیلم‌های او می‌توان به بازی در سرآغاز و نقطه فروپاشی اشاره کرد. او بابت ایفای نقش در مجموعهٔ تلویزیونی خانواده هتفیلد و مک‌کوی در شصت و چهارمین جوایز امی ساعات پربیننده برندهٔ جایزهٔ بهترین بازیگر نقش مکمل مرد در یک سریالِ کوتاه تلویزیونی گردید.
او همچنین در فیلم به من برس، متولد چهارم ژوئیه، مرد نان‌زنجبیلی، آسمان‌خراش، اولین تولد، شهر ترس، سایه یک شک، لیگ برتر ۲، سرزمین بد، آشفتگی ۲ , دشنه و جوخه بازی کرده‌است.